# Station Le Luc et Le Cannet
Station Le Luc et Le Cannet is een spoorwegstation gelegen in de Franse gemeente Le Cannet-des-Maures in het departement Var. Het station ligt vlak bij Le Luc.